# Orlando Morgan
Orlando Morgan (Manchester, 1865 - Londres, 16 de maig de 1956) fou un compositor i pedagog musical anglès.
En 1880, a l'edat de 15 anys, va ingressar a l'Escola Guildhall de Música. Com estudiant en el Guildhall, va guanyar la beca els Taylors mercantil i el premi Webster, convertint-se en un professor i examinador a l'escola a l'edat de 22 anys i en aquest càrrec i restà molts anys. El febrer de 1893, va guanyar el premi Yate per a la composició. En 1894, al Gran Concurs Internacional de Composició Musical a Brussel·les, Morgan va rebre la primera medalla d'or del 1r premi.
És autor de les cantates Ritella i Legend of Eloisa, de l'oratori The crown of thorns, tres sonates per a violí, balades per a piano i violí, cors, lieders, etc., i d'una col·lecció d'Exercises on the elements of music and harmony.